# Gerrit Zalm

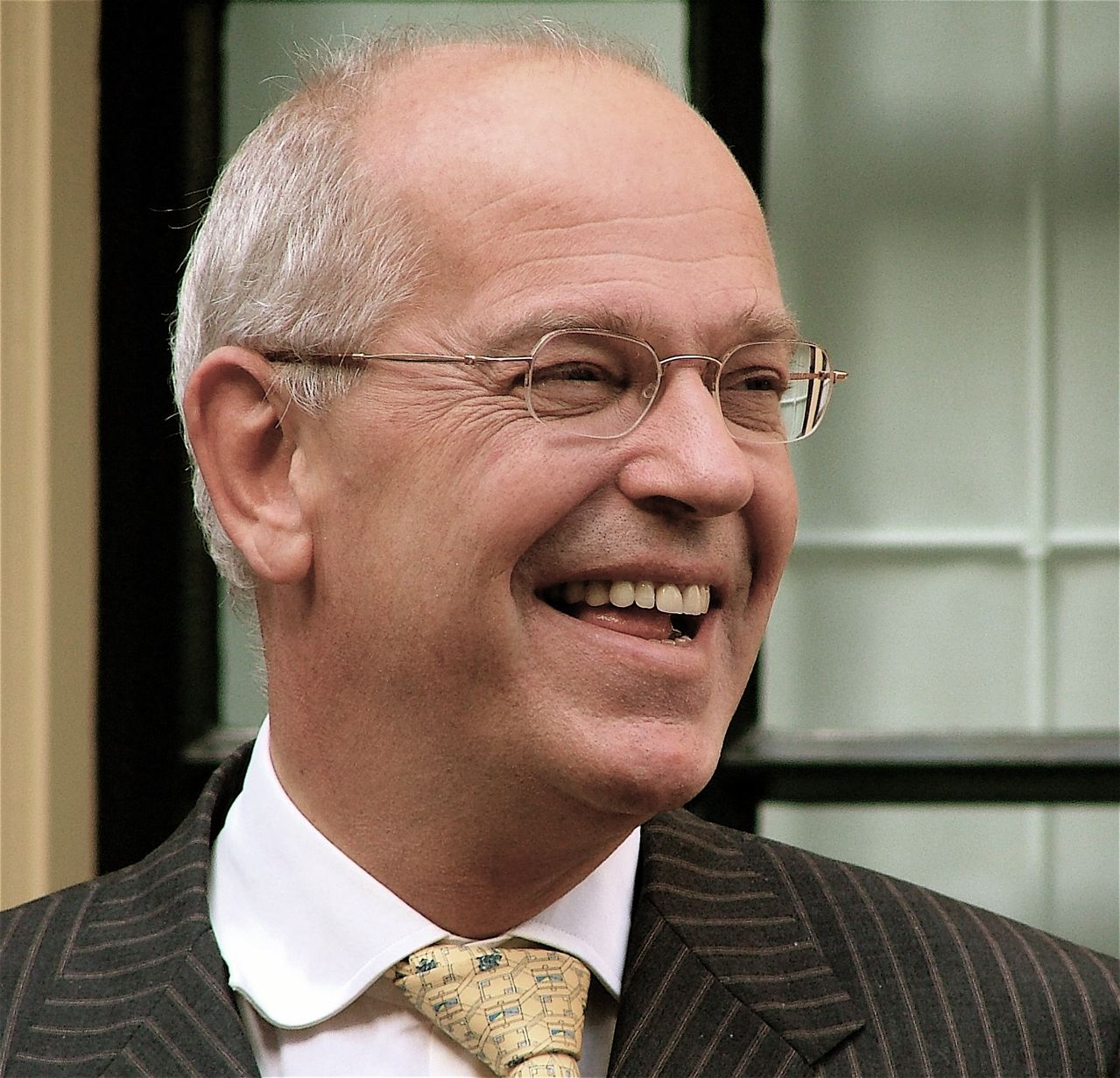
Gerrit Zalm (2006)

Gerrit Zalm (* 6. Mai 1952 in Enkhuizen) ist ein niederländischer Politiker der liberalen Volkspartij voor Vrijheid en Democratie (VVD). Er war, mit kurzen Unterbrechungen 1996 und 2002/03, von 1994 bis 2007 Finanzminister der Niederlande.

## Wirken
Zalm beendete 1975 erfolgreich das Studium der Volkswirtschaftslehre in Amsterdam, um eine Laufbahn im Finanzministerium zu beginnen. Er war bald einflussreicher Abteilungsleiter und seit 1990 zudem Professor an der Freien Universität Amsterdam. 1994 wurde Zalm dann erstmals zum Finanzminister ernannt. Er blieb dies bis zur Wahl der ersten kurzen Regierung Balkenende, der er nicht angehörte; stattdessen wurde er Fraktionsführer der VVD im niederländischen Unterhaus. Aber bereits der zweiten Regierung Balkenende (2003–2006) sollte Zalm wieder als Finanzminister angehören, zudem übte er in dieser Zeit das Amt des stellvertretenden Ministerpräsidenten der Niederlande aus. Anfang Juli 2006 leitete er zudem als geschäftsführender Minister das Wirtschaftsressort für acht Tage.
Nach den niederländischen Parlamentswahlen 2006 erklärte Zalm Ende November 2006, dass er nur noch bis zur Wahl der neuen Regierung als Minister zur Verfügung stehen werde und danach seine Laufbahn als aktiver Politiker beenden wolle. Zalm ist seit September 2007 Berater von Permira.
Nach Übernahme des niederländischen Bereichs der Fortis Bank Nederland (Holding) N.V. wurde Gerrit Zalm am 21. November 2008 Manager der Fortis Bank Nederland und der ABN AMRO Nederland. Er ist Präsident des Transition-Teams, das die ABN AMRO Nederland und die Fortis Bank Nederland zusammenführen soll.
Im Zuge der Regierungsbildung nach der Parlamentswahl 2017 wurde Zalm am 28. Juni 2017 zum Informateur bestellt.